# Isla de Ons
La isla de Ons es una isla perteneciente al municipio pontevedrés de Bueu, situada a la entrada de la ría de Pontevedra en Galicia, España. Es la isla principal  del archipiélago de las Ons que forma  junto con la isla de Onza u Onceta y otros pequeños islotes. Este archipiélago, junto con los de las islas Cíes, Sálvora y  Cortegada, forman el Parque Nacional de las Islas Atlánticas de Galicia. Al sur del archipiélago, en el extremo de la península del Morrazo se ubica el espacio protegido de la Costa de la Vela o Soavela.
Es posible visitar la Isla de Ons bajo autorización de la Junta de Galicia, al igual que para acceder a las Islas Cíes.

## Situación y administración
Administrativamente pertenece al municipio de Bueu, debido a motivos sociales y no de proximidad geográfica, ya que los antiguos colonos isleños procedían de la comarca del Morrazo y, más concretamente, del municipio de Bueu, especialmente de la parroquia de Beluso, donde reside todavía un importante contingente de isleños retornados a tierra firme. 
El municipio de Sangenjo siempre tuvo pretensiones sobre la isla (basándose en motivos geográficos); de hecho, tras la creación de los municipios modernos en el siglo XIX, la isla fue adscrita primeramente al municipio de Sangenjo, pasando con posterioridad a depender de Bueu.
Conforma una de las parroquias de la villa junto con las parroquias de Bueu, Beluso, Ermelo y Cela. Posee dos capillas: la vieja fuera del culto y la nueva bajo la advocación de San Joaquín.
La isla se encuentra cerrando la entrada de la ría de Pontevedra, a la que protege de los fuertes vientos del oeste y suroeste. Las costas más cercanas se sitúa, al norte, en la punta Fajilda (Noalla, Sangenjo), a 3,8 km; Punta Abelleira (San Vicente, El Grove), a 5,7 km; el cabo Udra (Beluso, Bueu), a 8,3 km; y punta de Couso (Hío, Cangas de Morrazo), a 8,4 km.

## El topónimo
La isla de Ons es citada ya desde Plinio el Viejo, quien la conoce como Aunios. Posteriormente se documenta como Aones, denominación de la que deriva Ons. Es un topónimo paleoeuropeo, de valor hidronímico, como la mayoría de los de ese estrato.
Raíz indoeuropea aw(e)-, awed-, awer- 'mojar, humedecer, fluir' → grado cero aw- → tema hidronímico aun-, y de él la forma *Aunes > Aones > *Ones > *Ões > Õõs > Ons. [cita requerida]
Es ésta (sin entrar en minuciosidades filológicas) la opinión más comúnmente aceptada y la única verosímil.[cita requerida]
En mucha cartografía antigua se la cita como Bilidones, Blydones Donze Onza

## Geografía

### Caracterización geográfica
La isla de Ons forma parte del archipiélago de As Ons, en castellano "Las Ones", compuesto además por la isla de Onza, situada al sur, por varios islotes esparcidos por todo su perímetro: 
- A Freitosa, el mayor de ellos, junto con su islote gemelo
- A Freitosa de Terra, ambos muy cerca de la costa al Sur y Oeste de la isla.
- O Centolo, en su extremo norte, de destacada forma, que se trata de la parte del archipiélago más cercana a tierra firme.
- O Cairo, situado en frente del antiguo cementerio de la isla. Es un peñón con una característica forma de diente canino (cairo en gallego).
- A Laxe do Abade, cerca del muelle. De valor histórico por poseer en su cima un sepulcro antropomorfo medieval labrado en la piedra.
- A Pedra do Fedorento, al sur de la isla.
- A Illa do Xuvenco, al norte.
- O Cón dos Galos, y otros de menor tamaño e importancia.

La isla tiene 5,6 km (hay fuentes que señalan 4,9 km y otras más de 7) de largo por 1,3 de anchura máxima y 414 ha (4,25Km²) de superficie. Se extiende de norte a sur, en posición perpendicular a la ría de Pontevedra. 
La costa acusa un acentuado contraste entre su ribera oriental (la que mira a la ría) y la occidental, abierta a mar abierto; ésta es recortadísima, con dos grandes ensenadas (la de Bastián de Val al norte y la de Canibeliñas al sur) y destacados salientes prolijos en islotes y otras pequeñas radas; es además un litoral enteramente acantilado en el que se abren numerosas furnas (cuevas realizadas por la acción del mar). La costa oriental es contrastivamente rectilínea y relativamente baja, donde se abren las playas de la isla y se instaló la población.
Su orografía es amesetada, con una sucesión de elevaciones de cima bastante llana que conforman páramos de tojo y brezo. La máxima elevación se sitúa en el Alto do Cucorno, que es un vértice geodésico de 128 m s. n. m., justo en donde se sitúa el faro. Entre los oteros aparamados se abren pequeños valles que a menudo coinciden con las ensenadas que penetran en su costa occidental, confiriéndole el peculiar perfil de la isla. Las otras elevaciones de la isla son en Alto da Freitosa (97 m s. n. m.) y el Alto da Altura (77 m s. n. m.), al sur; y el Alto da Cerrada (103 m s. n. m.) y el de O Centolo (86 m s. n. m.), al norte.
La isla carece de corrientes de agua continuas, pero a pesar de ello es abundante en riachuelos estacionales, en fuentes y en acuíferos. Esta abundancia de agua dulce fue uno de los motivos que permitieron el establecimiento de población estable. Están catalogadas un total de 9 fuentes y 7 manantiales; todas las aldeas que se esparcen por la isla cuentan al menos con una fuente de agua potable.

### Clima

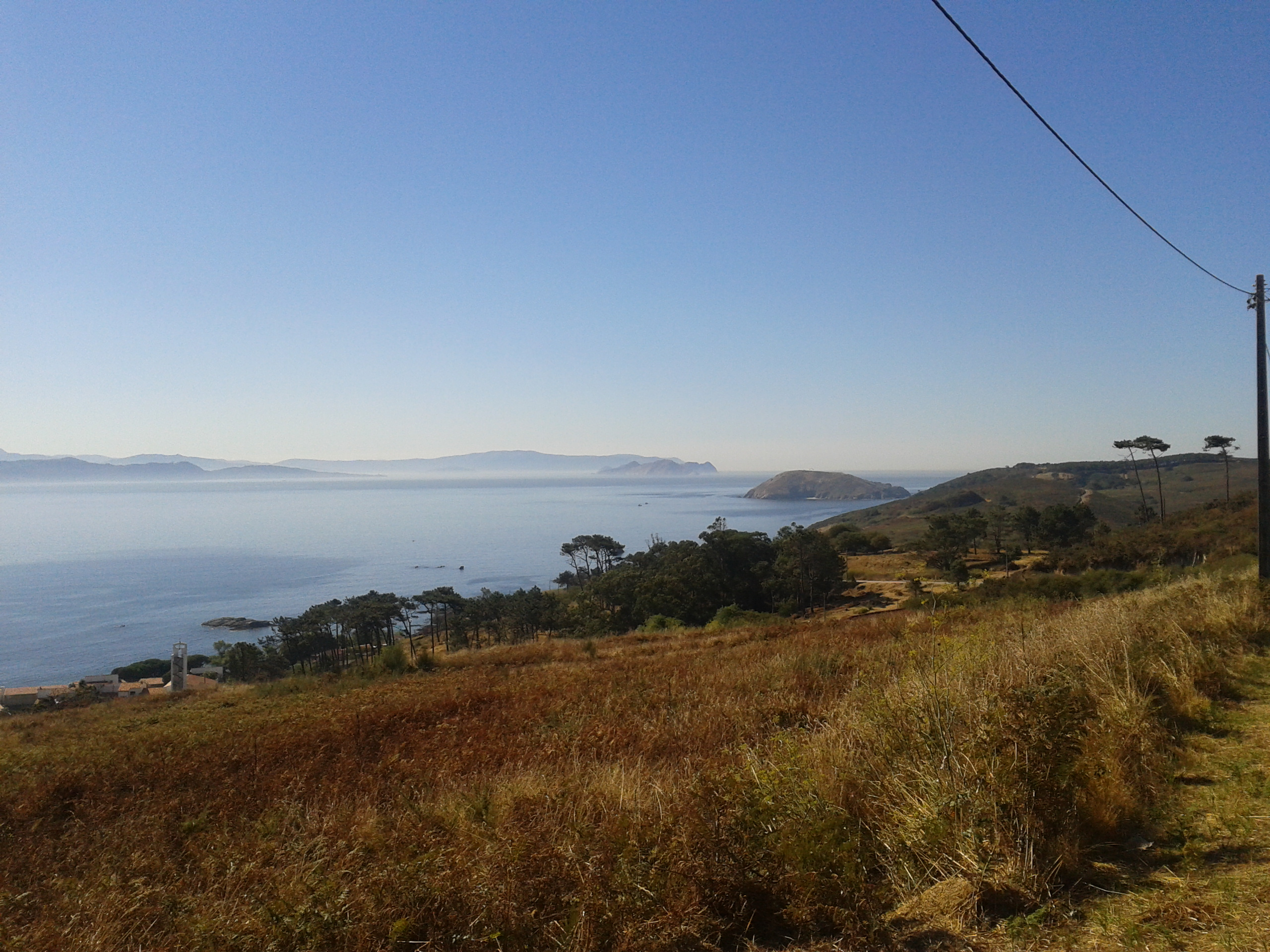

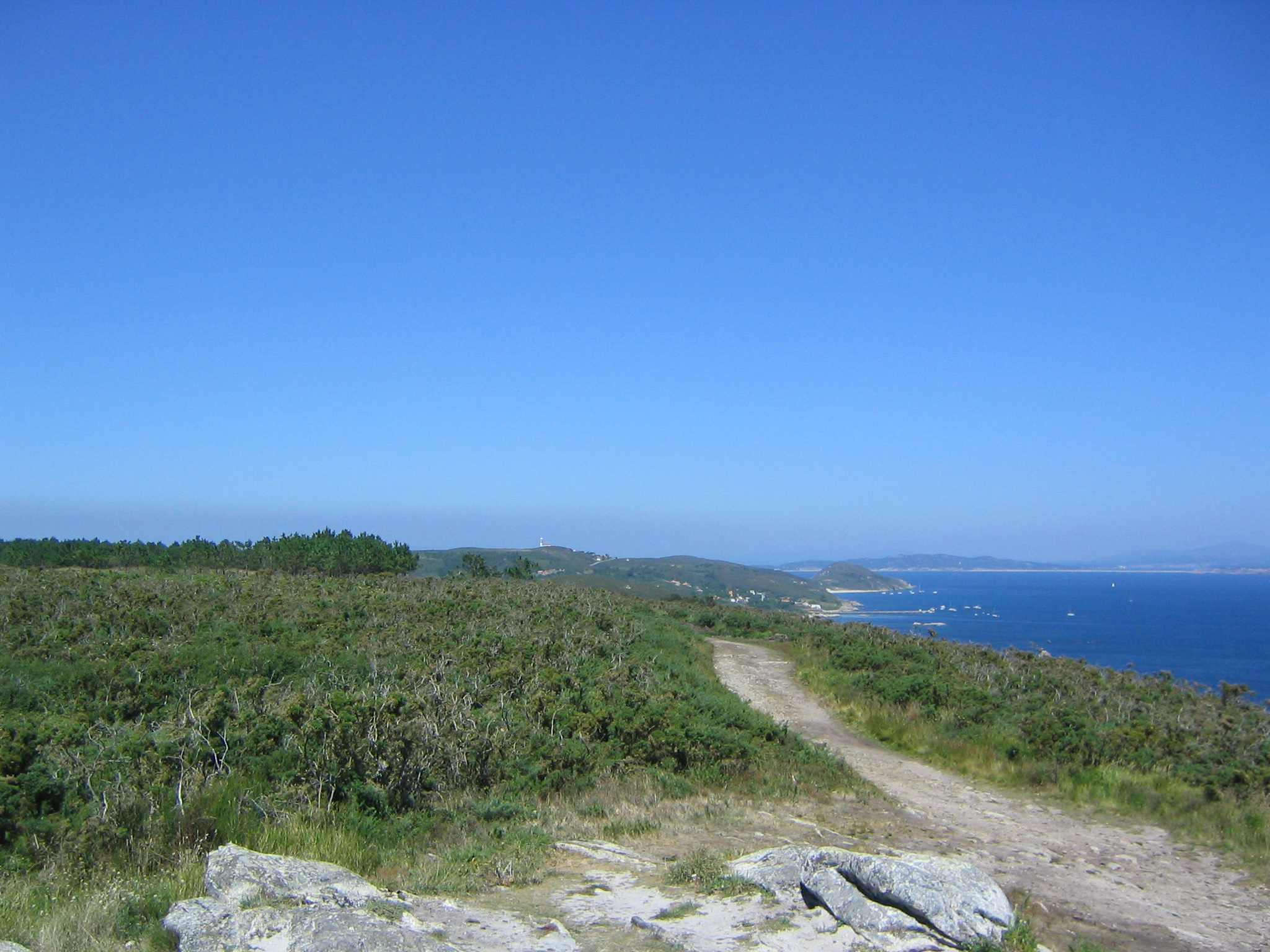
Vista de la isla desde Fedorentos.

El clima de Ons, como el de las Cíes, acusa una cierta diferencia con el resto de las Rías Bajas, al ser más seco, más soleado y más ventoso. Sin embargo, las precipitaciones medias anuales de la isla siguen siendo relativamente elevadas (1200 mm). La temperatura media es de 14,6 °C, la de más calor 42,1 °C. Su clima se suele calificar como mediterráneo subhúmedo con fuerte tendencia atlántica.

## Playas
- Playa de Pereiró - Isla de Ons.

- Playa de Canexol - Isla de Ons.

- Playa de Area dos Cans - Isla de Ons.

- Playa de Melide - Isla de Ons - Nudista.

- Playa de Fontiñas - Isla de Ons.

- Playa de Liñeiro - Isla de Ons.

- Playa de Onza Norte - Isla de Onza.

- Playa de Onza Sur - Isla de Onza.

## Ecología
El archipiélago, así como sus aguas circundantes, está protegido e incluido dentro del Parque Nacional de las Islas Atlánticas de Galicia. Es por lo tanto un ecosistema marítimo-terrestre cuyos principales valores son el albergar una importante colonia de aves marinas y de poseer unos fondos marinos de gran biodiversidad.
El afloramiento de las corrientes frías frente a las costas de las Rías Bajas hacen que sus aguas sean muy ricas en nutrientes y oxígeno proporcionando las características principales a la riqueza biológica del entorno.

### Fauna
En la isla habitan gaviotas patiamarillas (Larus michahellis)  (la principal colonia mundial se encuentra en las vecinas islas Cíes). También es importante la colonia de cormoranes moñudos (Phalacrocorax aristotelis), que tienen sus puntos de cría en los acantilados de Ons. Abundan también otras aves de acantilado como la chova piquirroja y el vencejo real. Es de destacar que la gaviota patiamarilla es en el archipiélago un ave en expansión, habiendo cada año más parejas anidantes, y colonizando incluso nuevos territorios de nidificación fuera de la isla. La gaviota sombría (Larus fuscus) es hoy rara en las Ons, quedando solamente un par de parejas nidificantes, según parece debido a que sus huevos eran hasta hace poco consumidos por los marineros, que apreciaban su sabor a pescado; se está investigando si puede que hayan hibridado con la gaviota patiamarilla. Hay también colonias de paíños del mal tiempo (Hydrobates pelagicus).
Merece especial atención el arao común (conocido en la isla como arau dos cóns o galo dos cóns -literalmente gallo de los peñascos-). Esta ave (Uria aalge) abundaba antaño en el archipiélago (así como en otras islas e islotes de Galicia), pero hoy en día está extinguido tanto en las Cíes como en Ons. Esto es debido a ser una especie sumamente sensible: no soporta ser molestada o asustada durante la cría, por lo que suele abandonar muy a menudo a sus polluelos; su puesta es de un solo huevo no renovable si se daña; sus huevos son depredados por otras aves, especialmente por las gaviotas que tanto abundan en Ons; y son también hipersensibles a la contaminación marina (a diferencia de las gaviotas). En la década de 1960 todavía quedaban varias centenas de parejas nidificantes en la isla, pero se redujeron drásticamente y en los años de 1980 ya solamente quedaban un par de parejas en los acantilados del norte y del sur de Ons. Hoy en día están extintos. De hecho, el único lugar donde en la fecha actual (2006) crían araos en España son en las islas Sisargas (La Coruña), con tres parejas nidificantes, y en los islotes de Cabo Villano (Camariñas, La Coruña), con 9 parejas nidificantes. Así, el arao pasó de ser una de las aves más típicas de la isla de Ons a extinguirse en un brevísmo espacio de tiempo.
Los mamíferos terrestres son escasos, destacando las musarañas comunes (Crocidura russula) y las nutrias (Lutra lutra). Otros mamíferos son invasivos y llegaron a la isla a nado o en algún barco, como las ratas y los conejos, que llegaron a ser una verdadera plaga, por no contar la Ons, debido a su condición insular, con depredadores especializados como el zorro, los diferentes tipos de mustélidos o incluso las aves rapaces. Existe también algún ejemplar de ciervo en libertad, soltados hace algunas décadas seguramente con fines cinegéticos. Increíblemente, en 1993 apareció un jabalí, aunque se organizó una batida para eliminarlo y evitar las desastrosas consecuencias que podría tener en el ecosistema isleño.
El mamífero marino más abundante con diferencia en las aguas de la isla de Ons es el delfín común (Delphinus delphis), siendo también relativamente frecuentes los avistamientos de arroaces (Tursiops truncatus) y los cachalotes (Physeter macrocephalus). No es raro tampoco el avistamiento de algún rorcual común (Balaenoptera physalus) y, en menor medida, otros cetáceos).
A veces se acercan a sus aguas algunos ejemplares de tortuga laúd (Dermochelys coriacea) y tortuga boba (Caretta caretta), pero estos avistamientos son cada vez más raros.

### Flora
Antaño la isla estaba cubierta de una masa arbórea autóctona formada por rebollos (Quercus pyrenaica), que era el árbol más típico de los archipiélagos de Ons y de Cíes. Hoy la isla está casi por completo deforestada y quedan escasos ejemplares de ese árbol, conocido en la isla como cerquiño. La mayor parte de Ons está cubierto de matorral: tojos, brezos, helechos, hiniestas, espinos albares y endrino reduciéndose la vegetación arbórea a los sauces y alisos de los regatos y fuentes y a algún ejemplar de pino, eucalipto y roble melojo. Las repoblaciones con Pinos empezaron en los años 20 del siglo pasado por D. Didio Riobó Propietario de la Isla por aquel entonces. Como en otras partes de las Rías Bajas, el alcornoque, del quedan unos pocos ejemplares, debió de abundar en la isla, a juzgar por los numerosos topónimos que hacen referencia a ese árbol. La retama Cytisus insularis o xesta de Ons, descubierta en 2000 y descrita en 2001, es exclusiva de la isla.
Tiene especial interés la flora de los arenales, entre la que destaca la mítica camariña (Corema album), muy abundante en el pasado y hoy extinta de la isla de Ons, conservándose tan sólo en las islas Cíes. Su extinción parece ser debida a la actuación sobre el hábitat dunar en el que viven, y por haberse usado en el pasado para la fabricación de escobas y el consumo de sus bayas refrescantes, que apaciguaban la sed del marinero y se usaban también para remedios caseros.

## La isla y el hombre

### Población
En el año 2010 habitaban la isla permanentemente 78 personas, observándose una enorme decadencia en la población con respecto a mediados del siglo XX, cuando llegó a estar habitada por 530 personas (año 1953). Pero los datos actuales suponen también una cierta recuperación si los comparamos con los de finales de la década de 1980 (en 1986 la isla contaba tan solo con 16 habitantes.
Las causas de esta sangría demográfica hay que buscarlas en el propio aislamiento del enclave y las consecuentes dificultades de comunicación con el continente, la falta de servicios médicos y sanitarios, dificultad de conseguir permisos para la construcción de nuevas casas (a lo que hay que unirse la imposibilidad de convertirse en propietarios), la falta de energía, a pesar de la instalación de un generador electrógeno que funcionaba solamente unas pocas horas al día (hoy este problema está prácticamente solucionado), etc.
La población de la isla (antaño muy densa) se distribuye por el lado oriental, desde las laderas de los páramos hasta la costa. Se distribuye en 9 aldeas, que estadística y oficialmente están agrupadas en un único núcleo de población denominado genéricamente Ons. Las nueve aldeas isleñas son las siguientes:
- O Curro; que es la capital de la isla, y la más poblada. En ella se encuentran el puerto, los restaurantes y bares y la iglesia de San Joaquín.
- O Caño; es continuación de O Curro, junto a la pista que sube al faro.
- O Cucorno; es la aldea más grande en extensión y una de las más pobladas. Es también la más alta de la isla, pues ocupa la montaña donde se sitúa el faro, bajando por su ladera.
- O Laverco; también una aldea alta situada junto a O Cucorno en el entorno del faro.
- O Centolo u O Sentulo; la más norteña de todas: unas cuatro o cinco casas situadas en el extremo septentrional de la isla, en una zona bastante alta.
- Melide; cerca de O Centolo, hacia el faro. Muchos isleños consideran esta aldea como parte de O Centolo, por proximidad y por no contar más que con tres casas.
- A Chan da Pólvora; media docena de casas un poco desviadas de la pista que sube al faro. En esta aldea está la zona de acampada.
- Canexol; hacia el sur de la isla, en la ribera del mar. En ella está el cementerio.
- Pereiró; es la aldea más meridional de la isla, y una de las más grandes. Su territorio es de los más fértiles de la isla. Está en una hondonada detrás de la playa de su nombre.

La población de Ons supera el medio millar durante el verano gracias a los turistas y los emigrantes de la isla, muchos de los cuales viven en la cercana península del Morrazo, que van a pasar allí sus vacaciones.
Evolución demográfica de la isla de Ons (1900 - 2013)
| 1900 | 1910 | 1930 | 1940 | 1950 | 1955 | 1960 | 1970 | 1975 | 1986 | 2000 | 2001 | 2002 | 2003 | 2004 | 2005 | 2006 | 2007 | 2008 | 2009 | 2010 | 2011 | 2012 | 2013 |
| 299  | 276  | 375  | 421  | 435  | 530  | 464  | 370  | 195  | 16   | 58   | 59   | 62   | 61   | 63   | 61   | 70   | 71   | 72   | 77   | 78   | 80   | 79   | 81   |

Diagrama de barras de la evolución de la población isleña:

### La propiedad de archipiélago
La isla fue propiedad de los reyes de Galicia hasta  el año 899  cuando fue donada al arzobispo de Santiago de Compostela pasando así a la Iglesia católica hasta que en el siglo XVI  pasa a la familia noble de los Montenegro, bien por donación, como se indican en algunas fuentes, o como prenda hipotecaria de un préstamo que el cabildo contrajo con esa familia.
En 1563 el esposo de María de Montenegro, Pedro Carnero, que era  banquero y vecino de Noya, cede su parte de la isla a la familia Sarmiento de Montenegro.
En el siglo XVIII tiene la propiedad  Antonio Pedro Nolasco de Lanzós y Taboada, VII Conde de Maceda.
En el siglo XIX pasa a manos del marquesado de Valladares, que se la vende en 1929 a Manuel Riobó, miembro de la burguesía y afín a la República.  Didio Riobó Gerente de la sociedad propietaria de la Isla en declaraciones al diario El pueblo gallego el 9 de octubre de 1932 afirma que:  

— Cuando se proclamó la República y se hizo programa de ella una Reforma Agraria, no sabe usted cuánto, por nosotros y por los colonos, me alegré yo, como buen republicano de esta hora — nos dice don Didio Riobó, gerente de la Sociedad propietaria de la isla de Ons, acentuando la sinceridad de sus palabras, la expresión efusiva de su franca fisonomía.

— ¿No habían ustedes intentado resolver el problema antes, de la mejor manera, para que los colonos quedasen satisfechos y ustedes sin perjudicarse mucho? 
— Si, pero había sido imposible; con la monarquía no había solución para problemas más sencillos y menos importantes, cuanto más iba a haberla para esto... 
— Vino la República, pues, y... 
— Y, claro es, se afirmó, recrudeciéndose, la actitud de aquellos campesinos. 
— ¿Cómo juzga usted, francamente, esa actitud? 
— Francamente debo decir que me parece, aparte matices, razonable, claramente razonable. Ellos, creo yo, tienen un fuerte derecho, les asiste una noble razón para poseer la tierra que han venido trabajando años y años en continuo esfuerzo de generaciones. A ellos les asiste ese derecho, ya digo; pero creo no es gollería ninguna tampoco decir que a nosotros, tal como se halla estructurada social «.nte la República, también nos asiste el derecho de no perder el capital allí empleado. 
—¿De cuándo data la adquisición hecha por ustedes?
— De 1917, habiendo desde entonces empleado allí unes cuantos miles de duros para mejoramiento de viviendas, repoblación forestal, etc.

Entre 1934 y 1936 se plantea la compra de la isla por parte del gobierno de la II República para establecer una colonia de Vagos y Maleantes así como su posible afección por la ley de reforma agraria.
Riobó se suicidaría sintiéndose perseguido en la isla en octubre de 1936.
Después de la Guerra Civil, en el año 1943, es expropiada por el gobierno y es regida por organismos estatales como el IRYDA o el ICONA, hasta que en 1982 fue transferida a la Junta de Galicia. Los herederos de Riobó fueron indemnizados por la expropiación después de acudir a los tribunales. 
Los habitantes de la isla nunca fueron propietarios de sus tierras, que mantuvieron en régimen de alquiler. En la actualidad reclaman el derecho a la propiedad de las casas que ellos y sus antepasados construyeron. Por su parte la Junta continúa con un dilatado estudio jurídico para poder poner fin a esta situación, aunque se les ha asegurado la ocupación de esas propiedades por un período de 99 años.

### La vida en la isla

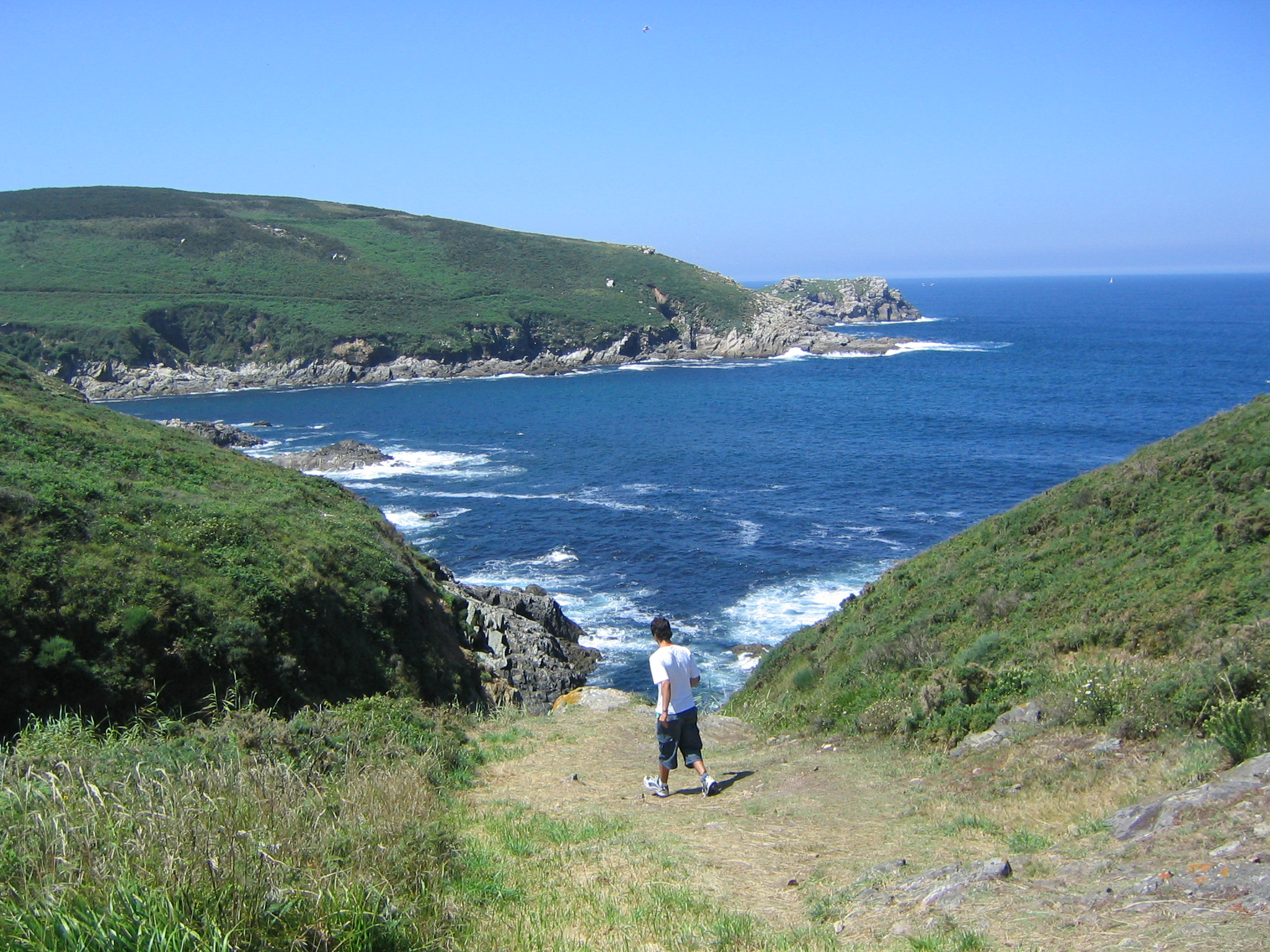
Ensenada de Caniveliñas.

La pesca era la actividad principal de los habitantes de la isla. Mientras que la pesca proporcionaba las ganancias dinerarias al ser vendida en las lonjas de Bueu o Cangas, la agricultura complementaba la alimentación de las familias. En la isla se cultivaba principalmente centeno, habas y trigo. Se trabajaban los campos después de venir de pescar. La ganadería completaba los ingresos familiares.

### Creencias y leyendas
Hay multitud de creencias y leyendas en la isla. Muchas de ellas están entroncadas con las creencias populares gallegas como la Santa Compaña (procesión de almas en pena que anuncian la llegada de la muerte). En la isla de Ons la Santa Compaña entra por la Punta Centollo proveniente de Noalla en Sangenjo deja el aviso y se desaparece en el cementerio.
El Buraco do Inferno es la entrada del infierno y por ello es habitual oír los lamentos de las almas de los que sufren tormento en el Fuego Eterno por sus pecados. Los lamentos son audibles en tiempo de tempestad cuando la mar penetra por la furna de esta cavidad. Dicen que un toro de cuernos de oro protege esta entrada al mundo de los muertos.
En Ons se da el mal de ojo, para ello hay que meter un trozo de ropa de la persona a la que se quiere dañar en la boca de un sapo. Para conjurarlo hay que ir a la playa y hacer 18 bolas de algas dejando 9 a la derecha y otras nueve a la izquierda. Hay que tirar las de la derecha al mar recitando 

Ondas do mar sagrado
Tirame o aire de morto,
de vivo ou escomulgado.

 Luego se dejan secar en casa las otras nueve y se tiran al mar.

## Historia

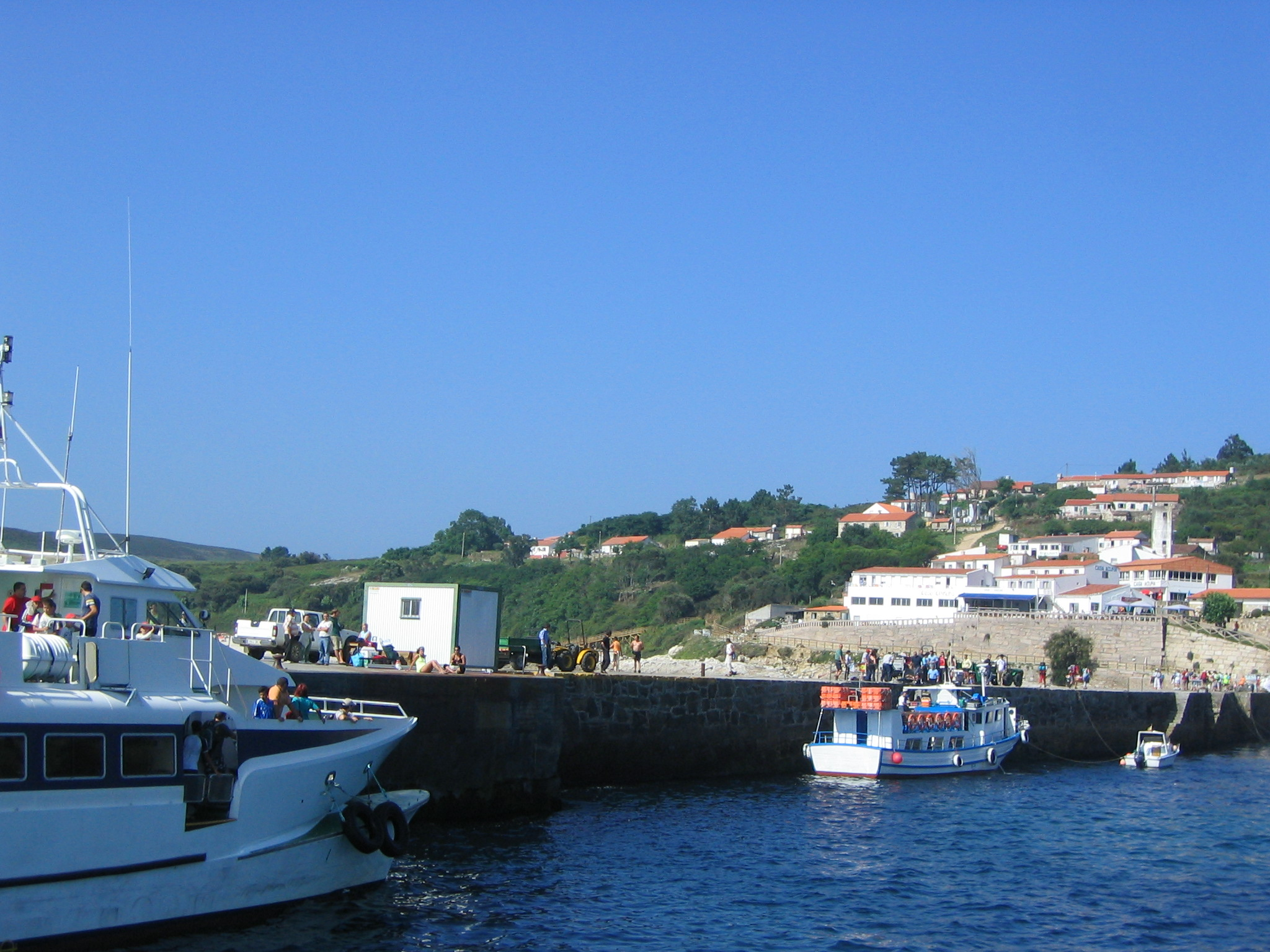
El núcleo de O Curro es el principal de la isla, y en él se concentran la mayoría de los servicios.

En el siglo I ya tenemos la primera noticia sobre la isla: Plinio el Viejo la cita en su descripción de la península ibérica como insula Aunios. Pero tendría que ser hasta el año 899 cuando las menciones se hacen más frecuentes. Ese año es donada por el rey Alfonso III al obispo de Santiago de Compostela, quien ostentaría la posesión de la isla hasta el siglo XVI, cuando pasa a manos de la familia de los Montenegro. Pero su poblamiento es bien más antiguo: aparecen útiles líticos desde el paleolítico (conservados en el Museo Provincial de Pontevedra) y también restos calcolíticos y de la Edad de los Metales. 
De la cultura castreña nos quedan los restos de los dos castros de la isla, situado en el Alto da Altura (monte do Castro), al sur de la isla, en la aldea de Canexol. A pesar de que se encuentra sin excavar, todavía se ven en la montaña los restos de las construcciones defensivas. Este castro fue romanizado en torno al siglo I, si bien los restos romanos son escasos. Otro castro más pequeño se sitúa en la parte norte de la isla, cerca del mar, en el paraje denominado A Cova da Loba.
En la Edad Media, a pesar de no haber constancia documental ni restos físicos de ningún monasterio, debió de existir alguna comunidad de monjes eremitas, como fue habitual en otras islas gallegas, incluso mucho más pequeñas, y como demuestra la toponimia y el sarcófago antropomorfo conocido como Laxe do Crego (en castellano "Lastra del Clérigo"). 
En el contexto de la Guerra del Asiento entre  1739 y 1748; el 19 de julio de 1742 la fragata de 5.ª línea británica 'Looe' al mando del almirante George Carnegie, 6.º duque de Northesk, desembarca en la isla y quema una villa de unas 40 casas en busca de corsarios:

On the 19th of July, upon Intelligence that the Privateer was still about the River of Porto Nova, the Loo run in and anchored under the Ifland of Blydones, where Lord Northesk put a Lieutenant and sixty Men, with two of the Ship's Six Pounders, into a Sloop taken at Vigo, and sent her up the River in quest of the Privateer ; the Sloop could see nothing of her, but in her Rectum chased a Bark on Shore, and set her on Fire ; and Lord Northesk landed some Men, and burnt a Village of about forty Houses.

Este bien podría ser  Miguel Manuel Santos Cambronero corsario de Marín a bordo de su galeota Nuestra Señora del Pilar y la barca San Antonio y Animas

Nueva relacion, y curioso romance, en que se dà quenta, y declara la feliz victoria, que consiguiò contra los ingleses un corsario español llamado Don Miguel Santos Cambronero, en dos lugares de la costa de Galicia : dàse quenta, como intentaron los ingleses saquearlos, y quemarlos, y pedian, por su rescate diez mil pesos, y el valor con que los defendiò dicho corsario con solo quince hombres, y la industria, que para ello usò : sucediò el dia quince de julio deste año de 1742 con las demàs circunstancias que verà el curioso.

Existen unos planos del monje Benedictino del monasterio de Lorenzana Fr. Guillermo de Cosio (Anteriormente había sido teniente de ingenieros) revisados por el cura de "S. Genjo" D. Salvador López Gil y dirigido con varios escritos a la Junta Superior de Armamento del Reino de Galicia
Durante la Guerra de la Independencia se construyen dos baterías o fortificaciones defensivas, las dos a la vera del mar: una un poco más al norte del actual muelle de atraque, conocida como Castelo das Rodas, y otra un poco más al sur, construida sobre los restos de otra fortificación más antigua. De ellas  se puede apreciar todavía su estructura, sus  piedras fuero aprovechadas para la construcción de viviendas.

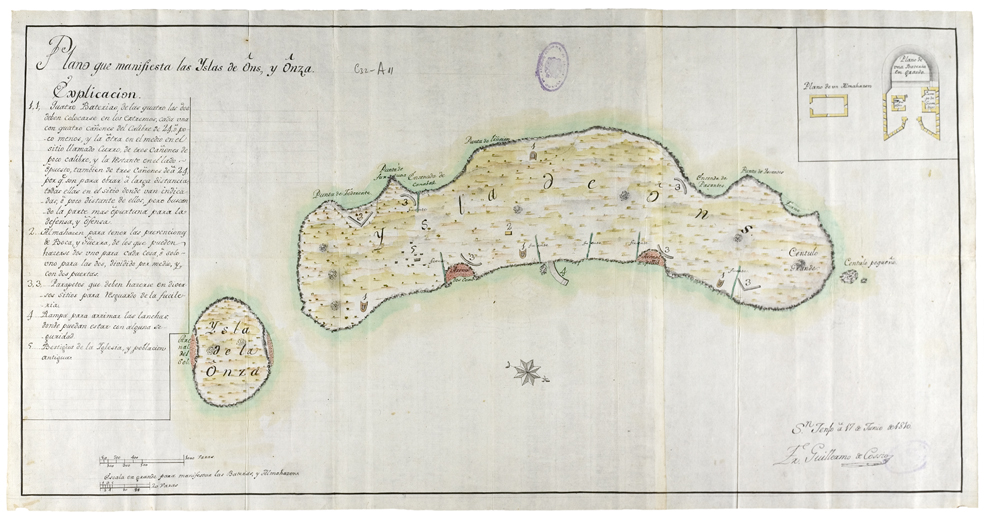
Plano que manifiesta las Yslas de Ons y Onza / Fr. Guillermo de Cosio
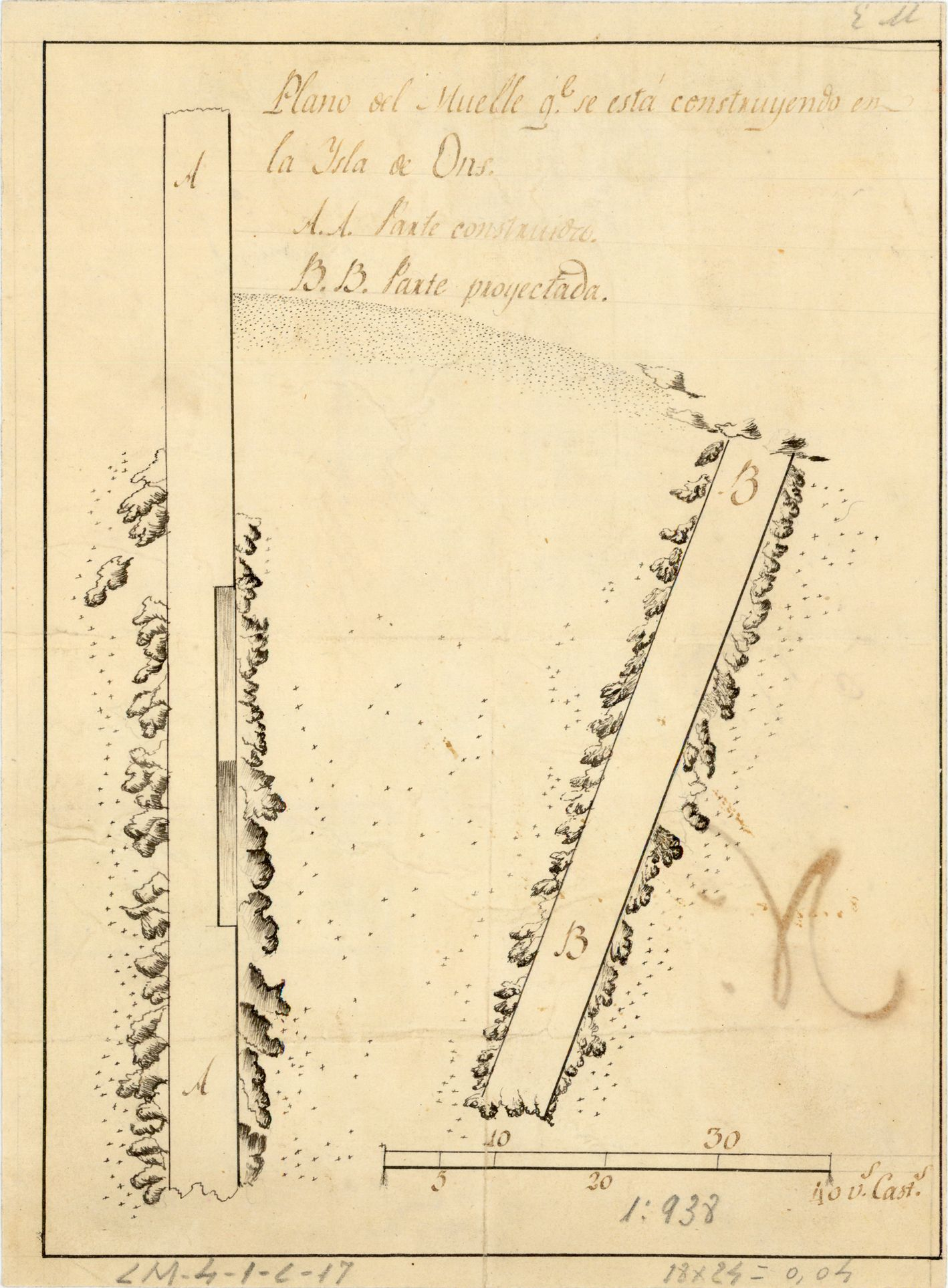
Plano del Muelle qe. se esta construyendo en la Ysla de Ons 1780?
Isla de Ons. Depósito General Topográfico de Ingenieros

Durante todos estos siglos, los colonos de la isla pagaban rentas, primero al arzobispo y después a las familias de Montenegro y Valladares. Aunque hoy ya no se pagan rentas, los vecinos de la isla siguen siendo considerados como colonos, debido a que las casas donde habitan y las tierras donde labran no son de su propiedad. Hay quien considera la situación isleña como un régimen feudal agiornato que se mantuvo hasta la primera mitad del siglo XX que obligaba  los vecinos pagaban a la familia Riobó una renta por sus viviendas y  a venderle todo el pulpo que pescaban.
A comienzos del siglo XIX se empiezan a establecer colonos procedentes de la comarca del Morrazo, principalmente de Bueu y en menor número de Cangas. A finales de ese mismo siglo el marqués de Valladares instala una fábrica de salazón en la isla, conocida popularmente como o almacén, que constituyó un revulsivo importante para la economía isleña, por entonces feudal dependiente de un terreno poco productivo y una pesca agobiada por las cargas rentales y excesivamente dependiente del tiempo.
A mediados de la década de 1920 se hace una gran repoblación de pinos con el fin de explotar su madera para la construcción de barcos. De ese gran pinar casi nada queda, salvo algún ejemplar aislado. En 1929 la compra la familia Riobó perteneciente a la burguesía local, que la mantiene hasta 1941 que es expropiada por el estado. 
Tras la guerra se produce una acusada hambruna acentuada por la propia situación geográfica y socioeconómica de la isla; sin embargo la población no dejaba de crecer, pudiéndose hablar de superpoblación, la isla llegó a tener 530 habitantes en 1955. En este periodo se dota a la población de la isla de escuelas y de iglesia. La falta de infraestructuras, la carencia de un puerto, hace que el paso de las embarcaciones de pesca tradicionales a las de motor, unido a las dificultades e incomodidades que el aislamiento (en invierno hay largos periodos en los que no se puede acceder por el estado de la mar) producen determinaron que muchos de los habitantes vayan retornando a tierra firme manteniendo solamente una residencia temporal en la isla, aunque culturalmente siguen vinculados a la misma. Por este motivo se produjo un progresivo declive poblacional que ha reducido significativamente el número de habitantes.
En 1982 es cedida por el gobierno de España a la Junta de Galicia y hoy es de dominio público, a pesar de que los vecinos todavía no ostentan las propiedades de sus casas.

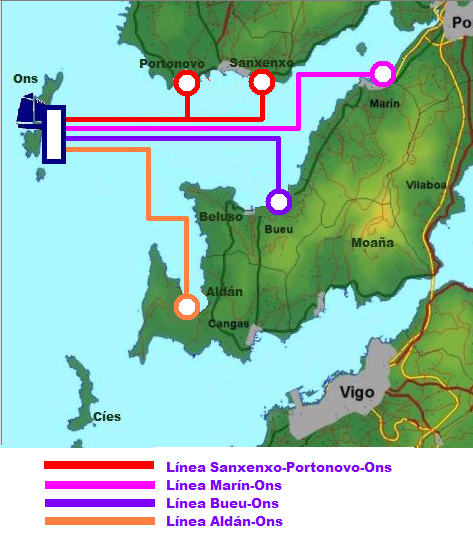
Servicios regulares de barcos a la isla de Ons (época estival y Semana Santa).

## Ocio y turismo
Desde hace unos 25 años la isla de Ons vivió un fuerte auge turístico, al abrirse líneas regulares de barcos en temporada de verano. Pero al no contar con establecimientos hoteleros, salvo un cámping, la mayoría de los visitantes permanecen en la isla tan sólo un día. Se calcula que durante el año la isla de Ons recibe en torno a los 60.000 visitantes. Los viajes son cómodos y frecuentes, partiendo los barcos desde los puertos de Bueu (que es de donde más barcos salen), Sangenjo y Portonovo (que comparten línea), Marín y Aldán. 
En la isla se suelen seguir varias rutas establecidas, siendo muy visitados el faro, la inmensa sima del Burato do Inferno, los miradores de Fedorento y O Centolo y los restaurantes del entorno del muelle, así como sus playas.
Ons posee, en el núcleo de O Curro, varios restaurantes, todos regentados por isleños y muy reputados por su tradicional gastronomía. En verano la gente alojada en el cámping suele bajar al pueblo a tomarse unas copas, por lo que hay cierta "movida" hasta bien entrada la noche.
El acceso a la isla de Ons, como al resto de las que conforman el Parque Nacional de las Islas Atlánticas, está limitado y es necesario pedir autorización.

### Rutas
Hay cuatro rutas autoguiadas en Ons y los servicios del Parque ofrecen rutas guiadas de forma gratuita. Las cuatro marcadas y autoguiadas permiten conocer la isla y sus características suficientemente. Estas son:
- Ruta Sur; con una longitud de 6,2 km y un desnivel de 86 m (duración 2 horas 30 minutos) permite recorrere la parte sur de la isla accediendo a mirador de Fedorentos y al Buraco do Inferno. Pasa por las playas de la parte sur y se extiende sobre los acantilados de la cara norte permitiendo ver la parte de cría de numerosas aves.

- Ruta Norte;  con una longitud de 8,1 km y un desnivel de 100 m (duración 3 horas) recorrela parte norte de la isla cruzando la misma por su parte más estrecha y paseando por encima del acantilado de su fachada atlántica. Pasa por Punta Liñeiros y Punta Xobenco y permite observar a numerosas aves y sus zonas de cría. Recorre la playa de Melide y sus complejo dunal.

- Ruta del faro; con una longitud de 4 km y un desnivel de 120 m (duración 1 hora y media) permite, en un pequeño recorrido, darse una idea de la isla. Cruza por la parte más estecha de la misma hasta la Ensenada de Caniveliñas donde se puede apreciar una de las fuentes de agua dulce más importantes. De allí recorre sobre el cantilado atlántico subiendo hasta el faro pudiéndose acercar a él y disfrutar de las vistas desde el punto más alto del archipiélago.

- Ruta del Castelo; con una longitud de 1,1 km y un desnivel de 33 m (duración 40 minutos) va desde el muelle de atraque hasta la antigua batería del Castelo das Rodas. Es la más liviana de las rutas y pasa por la playa Das dornas donde se pueden ver algunas embarcaciones tradicionales.

### Patrimonio

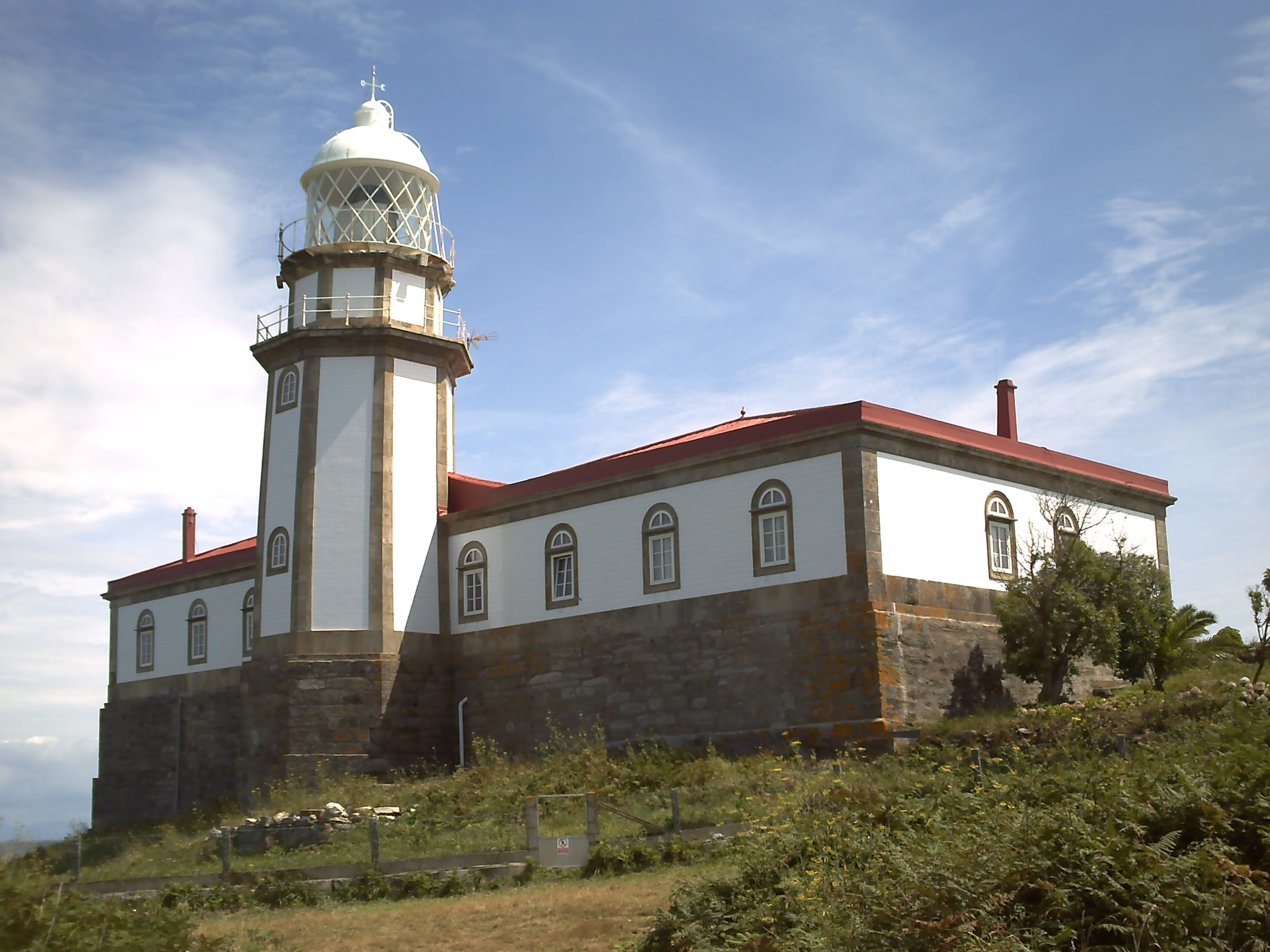
Faro situado en la isla de Ons.

- El faro;  es uno de los de mayor alcance de España y también uno de los más grandes. Se sitúa en la parte más alta de la isla, en la aldea y monte de O Cucorno. Se encendió por primera vez el 3 de abril de 1865. En 1932, el faro se revistió exteriormente con azulejos y, junto a los de Sálvora y Sisargas, fue de los últimos faros de petróleo a presión que existieron. En 1990 su alimentación se reconvirtió a energía fotovoltaica. El faro, que tiene la peculiaridad de estar recubierto de azulejo, es obra del arquitecto Rafael de la Cerda, quien construyó otro gemelo en la isla de A Rúa (ría de Arosa).

- Batería de As Rodas; en ruinas, al norte del muelle. Vid. más arriba.
- Batería do Castelo; en ruinas; al sur del muelle.Vid. más arriba.
- Castro de Canexol; Vid. más arriba.
- Castro de A Cova da Loba. Vid. más arriba.
- Viejo cementerio; bajo el castro de Canexol. Tiene más de 200 años de antigüedad.
- Iglesia de San Joaquín; de hechura moderna, pero probablemente construida sobre otra más antigua.

### Playas
Aparte de los paisajes casi vírgenes de la isla y su gastronomía, uno de los motivos fundamentales por los que el turista se acerca a la isla son sus playas, que se concentran en la fachada oriental de la isla. De norte a sur, son las siguientes:

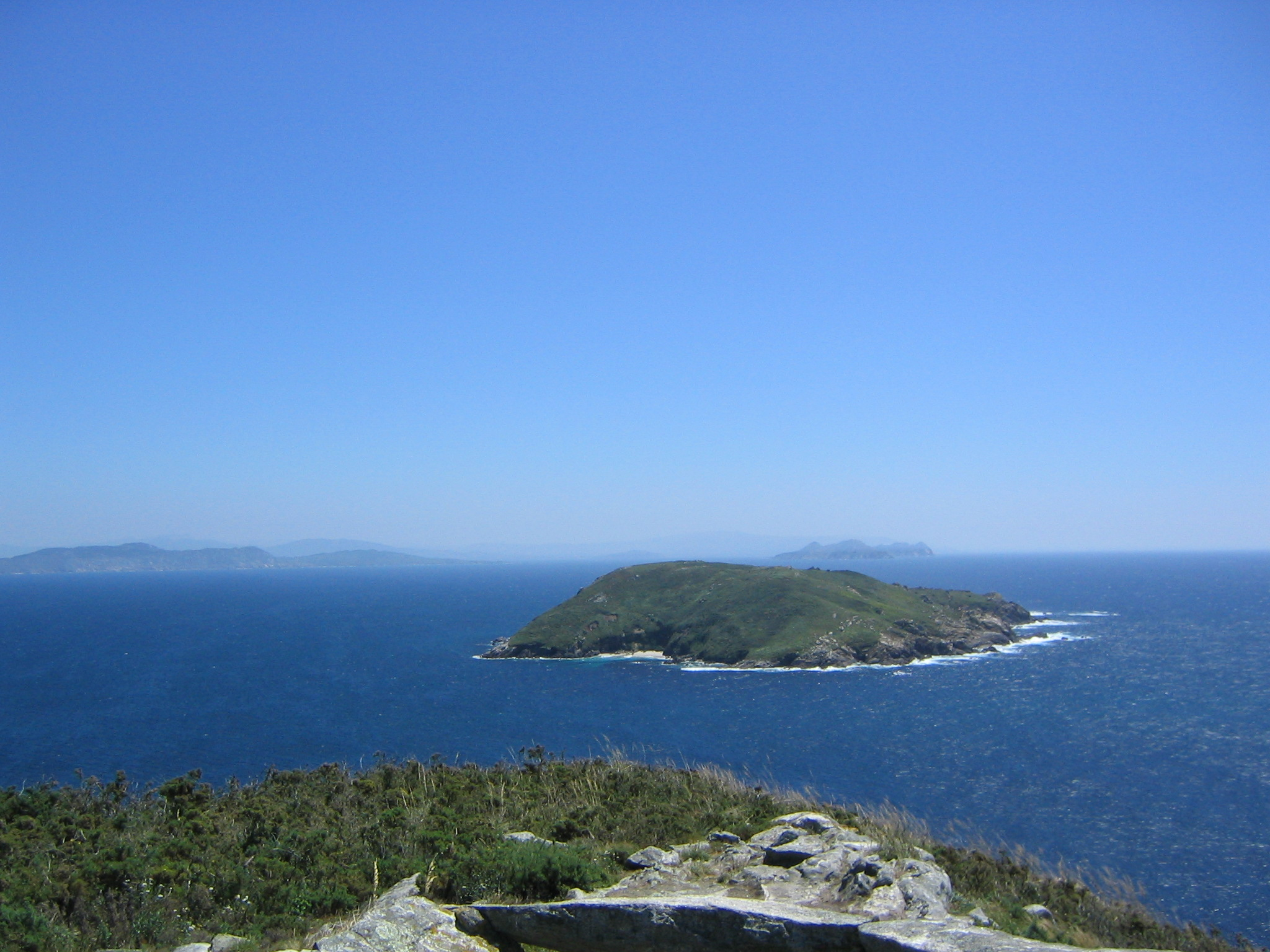
Vista de Onceta y Cíes desde Fedorentos.

- Playa de Melide; la más grande, nudista, casi virgen, con un valioso campo dunar.
- Playa del Almacén o Das dornas; pegada al muelle por su parte norte, bastante grande.
- Playa de Area dos Cans; al sur del muelle. Es la más concurrida, por estar debajo del pequeño núcleo urbano de la isla.
- Playa de Canexol; bajo el castro y el cementerio de la isla.
- Playa de Pereiró; la más meridional, bajo la aldea homónima y rodeada de un exuberante entorno.

### El pulpo de Ons
El pulpo es quizás lo que ha hecho más conocida a la isla de Ons. Se capturaba hasta hace poco con métodos tradicionales, pero hoy se modernizó su pesca y las capturas son más rentables. Se consume al estilo isleño, que es en caldeirada, es decir, cocido con patatas y regado con una salsa de pimentón, aceite, ajo y cebolla. También se toma  á feira, pero aquí se suele acompañar con cachelos, es decir, trozos grandes de patata cocida.